# Eriocaulon mexicanum
Eriocaulon mexicanum är en gräsväxtart som beskrevs av Harold Norman Moldenke. Eriocaulon mexicanum ingår i släktet Eriocaulon och familjen Eriocaulaceae. Inga underarter finns listade i Catalogue of Life.